# Villepinte (Seine-Saint-Denis)
Villepinte is een gemeente in het Franse departement Seine-Saint-Denis (regio Île-de-France). De gemeente telde 39.647 inwoners op 1 januari 2022. De plaats maakt deel uit van het arrondissement Le Raincy.

## Geografie
De oppervlakte van Villepinte bedroeg op 1 januari 2022 10,37 vierkante kilometer; de bevolkingsdichtheid was toen 3.823,2 inwoners per km².
De onderstaande kaart toont de ligging van Villepinte met de belangrijkste infrastructuur en aangrenzende gemeenten.

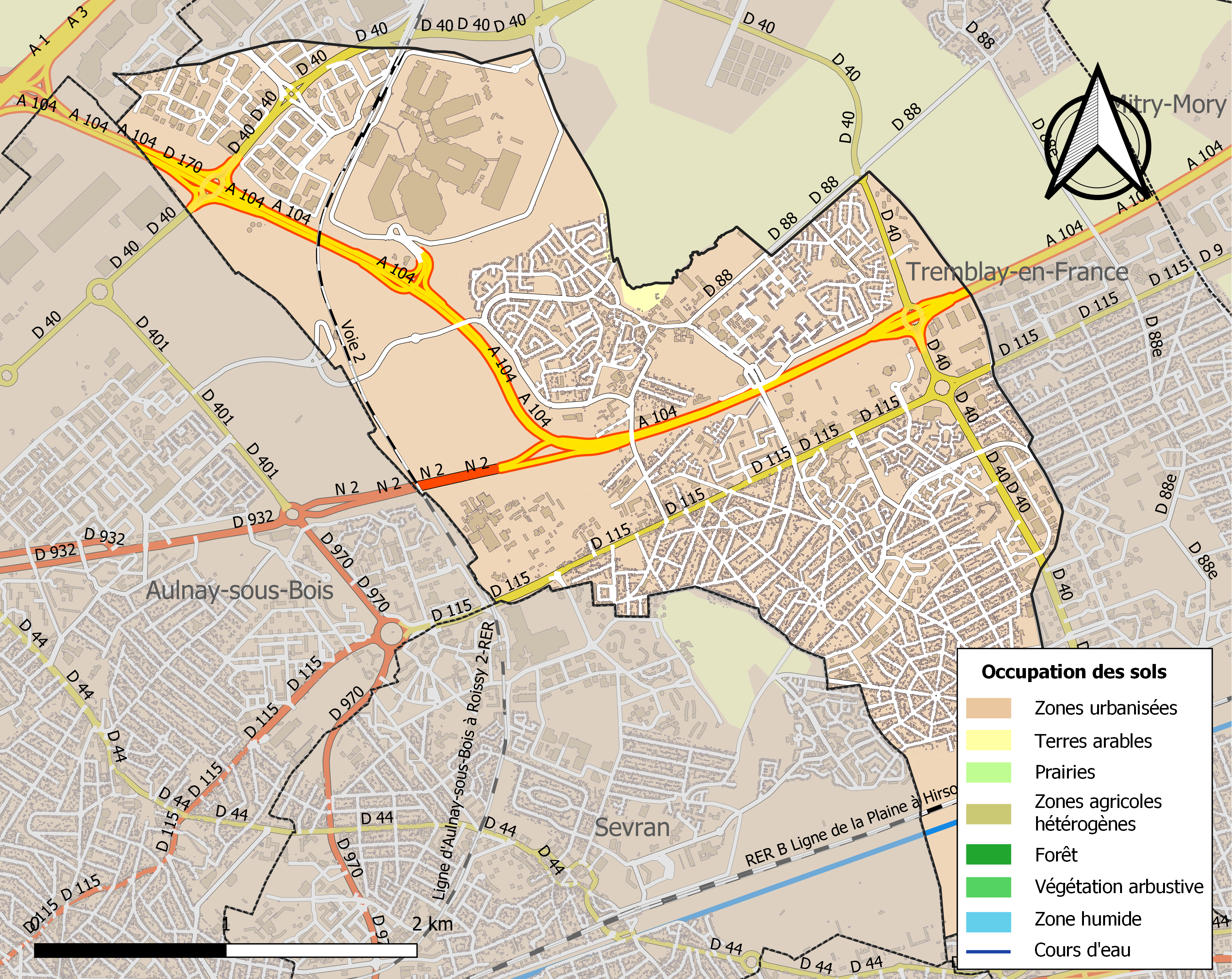

## Demografie
Onderstaande figuur toont het verloop van het inwonertal (bron: INSEE-tellingen).

## Geboren
- Saïd Taghmaoui (1973), Frans acteur
- Solenne Figuès (6 juni 1979), zwemster
- Alou Diarra (1981), Frans voetballer
- Ibrahima Traoré (1988), Guinees voetballer
- Faitout Maouassa (1998), Frans voetballer
- Han-Noah Massengo (2001), Frans voetballer